# Leninstadion (Chabarovsk)
Het Leninstadion (Russisch: Стадион имени Ленина) is een multifunctioneel stadion in Chabarovsk, een stad in Rusland. 
Het stadion wordt vooral gebruikt voor voetbalwedstrijden, de voetbalclub SKA-Chabarovsk maakt gebruik van dit stadion. In het stadion is plaats voor 15.200< toeschouwers. Het stadion werd geopend in 1956 en is vernoemd naar Vladimir Lenin (1870–1924). Het werd gerenoveerd in 1981 en tussen 2002 en 2003.